# عزت أباد (خوي)
عزت‌ أباد هي قرية في مقاطعة خوي، إيران. عدد سكان هذه القرية هو 1,442 في سنة 2006.